# Recklinghäuser Hurz

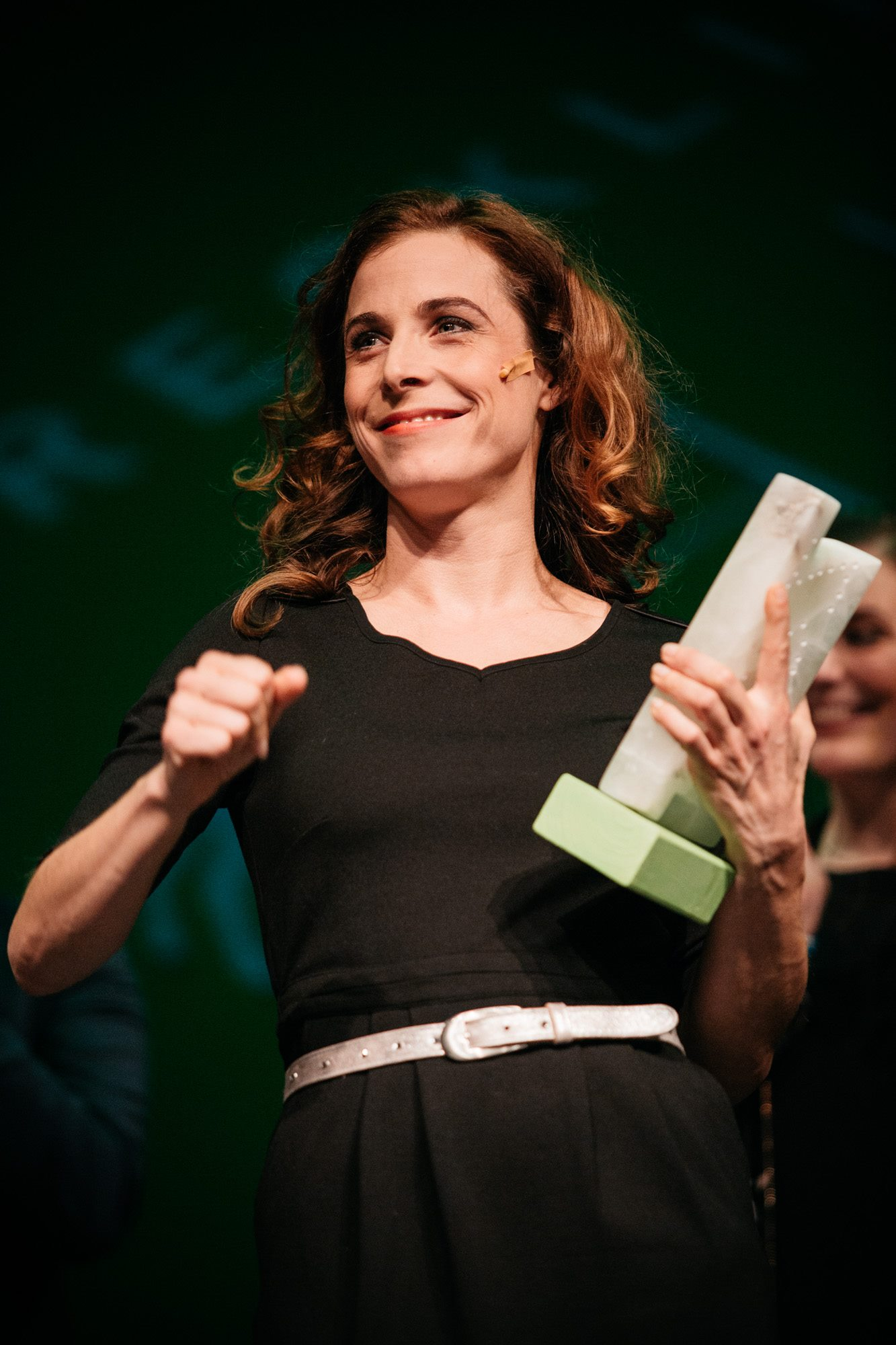
Katalyn Bohn bei der Verleihung des „Kleinen Hurz“, Recklinghäuser Nachwuchskabarettpreis 2017

Der Recklinghäuser Hurz ist ein Comedy-Preis der Stadt Recklinghausen, welcher seit 2017 jährlich verliehen wird. Er ist mit 12.000 Euro dotiert und wird mit Der-Wolf-und-das-Lamm-Hurz (6.000 Euro) als Hauptpreis, Heimat-Hurz (Publikumspreis, 4.000 Euro), Kleiner Hurz (Nachwuchspreis, 2.000 Euro) sowie dem Ehren-Hurz für das Lebenswerk des Preisträgers ausgelobt. Gelegentlich gibt es weitere Preiskategorien.

## Ursprung
2017 wurde gleichzeitig das 1000-jährige Jubiläum der Stadt Recklinghausen und der 25. Jahrestag des Fernsehstreichs Hurz! der Recklinghäuser Künstler Hape Kerkeling und Achim Hagemann gefeiert. Diese Szene war 1992 in der Comedyserie Total Normal des Ersten ausgestrahlt worden und wurde anschließend als Single veröffentlicht.
Die Stadt nutzte das zeitliche Zusammentreffen der Jubiläen für eine publikumswirksame Maßnahme. Die Veranstaltung wird weiterhin von Sponsoren unterstützt.
Der einleitende Text des Stücks

„Der Wolf… das Lamm… auf der grünen Wiese. Das Lamm… schreit… Hurz!“

inspirierte die Auswahl der Bezeichnungen des Preises.

## Auswahl der Gewinner
Eine Jury, bestehend aus Achim Hagemann als Präsident, Christoph Tesche (Bürgermeister der Stadt Recklinghausen) und Lisa Feller (Comedian und Schauspielerin) bestimmt die Träger der Haupt- und Nachwuchspreise. Der Heimat-Hurz wird durch öffentliche Abstimmung ermittelt.

## Veranstaltung
Die Preisverleihung findet jährlich im Frühjahr im Ruhrfestspielhaus Recklinghausen statt und wird von Steffi Neu moderiert.
2020 wurde sie Pandemie-bedingt mehrfach verschoben und schließlich ohne Zuschauer gestreamt. 2021 waren nur 500 Zuschauer zugelassen. Für 2022 wird von über 1000 Besuchern berichtet, ebenso wie 2023, als Eckart von Hirschhausen den Hauptpreis erhielt.

## Preisträger
Dies sind die bisherigen Preisträger (2023):
|      | Der-Wolf-und-das-Lamm-Hurz | Heimat-Hurz          | Kleiner Hurz        | Ehren-Hurz         | Total-Normal Hurz             | Hanse Hurz  |
| ---- | -------------------------- | -------------------- | ------------------- | ------------------ | ----------------------------- | ----------- |
| 2017 | Kurt Krömer                | Markus Krebs         | Katalyn Bohn        | Ludger Stratmann   | ./.                           | ./.         |
| 2018 | Helge Schneider            | Ingo Appelt          | Martina Schönherr   | Gaby Köster        | ./.                           | ./.         |
| 2019 | Dieter Nuhr                | Atze Schröder        | Simon Stäblein      | Hella von Sinnen   | ./.                           | ./.         |
| 2020 | Chris Tall                 | Torsten Sträter      | Jacqueline Feldmann | Herbert Knebel     | ./.                           | ./.         |
| 2021 | Bülent Ceylan              | Frank Goosen         | Sven Bensmann       | Cordula Stratmann  | ./.                           | ./.         |
| 2022 | Enissa Amani               | Abdelkarim           | Bora                | Bernd Stelter      | ./.                           | ./.         |
| 2023 | Eckart von Hirschhausen    | Bastian Bielendorfer | Dr. Pop             | Jürgen Becker      | ./.                           | ./.         |
| 2024 | ./.                        | Wolfgang Trepper     | Marc Weide          | Gerburg Jahnke     | Hape Kerkeling Achim Hagemann | ./.         |
| 2025 | Olaf Schubert              | Kai Magnus Sting     | Kristina Bogansky   | Hans-Joachim Heist |                               | Lisa Feller |

## Sonderpreise
Bisher (2024) wurden zwei Sonderpreise vergeben:
- Der Der Junge muss an die frische Luft-Hurz (2019) für die Hape-Kerkeling-Biographie-Verfilmung Der Junge muss an die frische Luft. Zur Verleihung waren Regisseurin Caroline Link und die Schauspieler Julius Weckauf, Hedi Kriegeskotte, Joachim Król, Sönke Möhring und Rudolf Kowalski anwesend.[4]
- Der Pandemie-Hurz (2021) für Florian Schroeder zur Anerkennung seines satirischen Auftritts bei den Querdenkern in Stuttgart.[5][6]